# Сольский, Вацлав
Вацлав Сольский (пол. Wacław Jan Solski, настоящая фамилия Паньский (Pański), встречается транслитерация Солский) (5 сентября 1897, Лодзь, Петроковская губерния, Варшавское генерал-губернаторство, Российская империя — 19 сентября 1990, Нью-Йорк) — польский и российский коммунистический деятель, писатель и журналист.

## Биография
Родился в Лодзи в семье известного врача. В 1915 эвакуировался в центральную Россию, где в юном возрасте стал членом польской социал-демократической партии, сотрудничал с большевиками. Встречался с Лениным и Троцким, был лично знаком с многими видными польскими коммунистами. В 1918 переехал в Минск, был корреспондентом польскоязычной коммунистической газеты Polska Prawda.
В результате немецкого наступления оказался на территории Польши, где после короткой службы в Войске Польским был арестован за связи с большевиками, а также в связи с подозрениями в антиправительственной деятельности. Сбежал из-под конвоя в моменте этапирования, пользуясь хаосом, созданным советским наступлением на Варшаву. Участвовал в подписанию мирного договора с Польшей в 1920—1921 годах. В 1920-х годах был заграничным корреспондентом «Известий» в Берлине и Париже.
Автор нескольких беллетристических книг. Работал в Совкино.
В 1929 году покинул Россию и эмигрировал в Германию, порвав с коммунистическим движением. В 1945 переехал в США.

## Произведения
- 1917 год в Западной области и на Западном фронте
- Повесть о последней борьбе (1927), утопический роман о всемирной революции
- Moje wspomnienia, Biblioteka Kultury, tom 27, Instytut Literacki, Париж, 1977